# Боженко, Сергей Дмитриевич
Сергей Дмитриевич Боженко (21 января 1924 года, Покровск, Саратовская губерния — 28 ноября 1999 года, Новоуральск, Свердловская область) — передовик производства, электромонтёр-релейщик. Герой Социалистического Труда (1976).

## Биография
Родился 21 января 1924 года в рабочей семье в городе Покровске Саратовской губернии.
Окончив в 1937 году курсы киномехаников, работал по этой специальности до 1942 года. Потом работал электромонтёром в паровозоремонтной мастерской в Энгельсе. В 1942 году был призван в армию. Обучался в военном училище в Куйбышеве, затем курсантом участвовал в Сталинградской битве. Воевал в составе Донского и Западного фронтов. Войну закончил в Чехословакии.
После войны вернулся в родной город и трудился на прежней работе. В 1948 году по комсомольской путёвке переехал в закрытый город Свердловск-44 Свердловской области, где стал работать на комбинате № 813 Министерства среднего машиностроения СССР.
За выдающиеся достижения в трудовой деятельности был удостоен в 1976 году звания Героя Социалистического Труда.
Скончался 28 ноября 1999 года. Похоронен на Новом кладбище посёлка Верх-Нейвинского.

## Награды
- Герой Социалистического Труда — указ Президиума Верховного Совета СССР от 29 марта 1976 года
- Орден Ленина (1976)
- Орден Трудового Красного Знамени
- Орден Красной Звезды (18.08.1944)
- Медаль «За отвагу» (06.10.1943)
- Медаль «За боевые заслуги» (26.01.1943)
- Медаль «За взятие Кенигсберга»
- Медаль «За оборону Сталинграда» (22.12.1942)
- Медаль «За победу над Германией в Великой Отечественной войне 1941—1945 гг.» (09.05.1945)[1]
- Почётный гражданин Новоуральска (1979)